# Barbara Morgan (Fotografin)

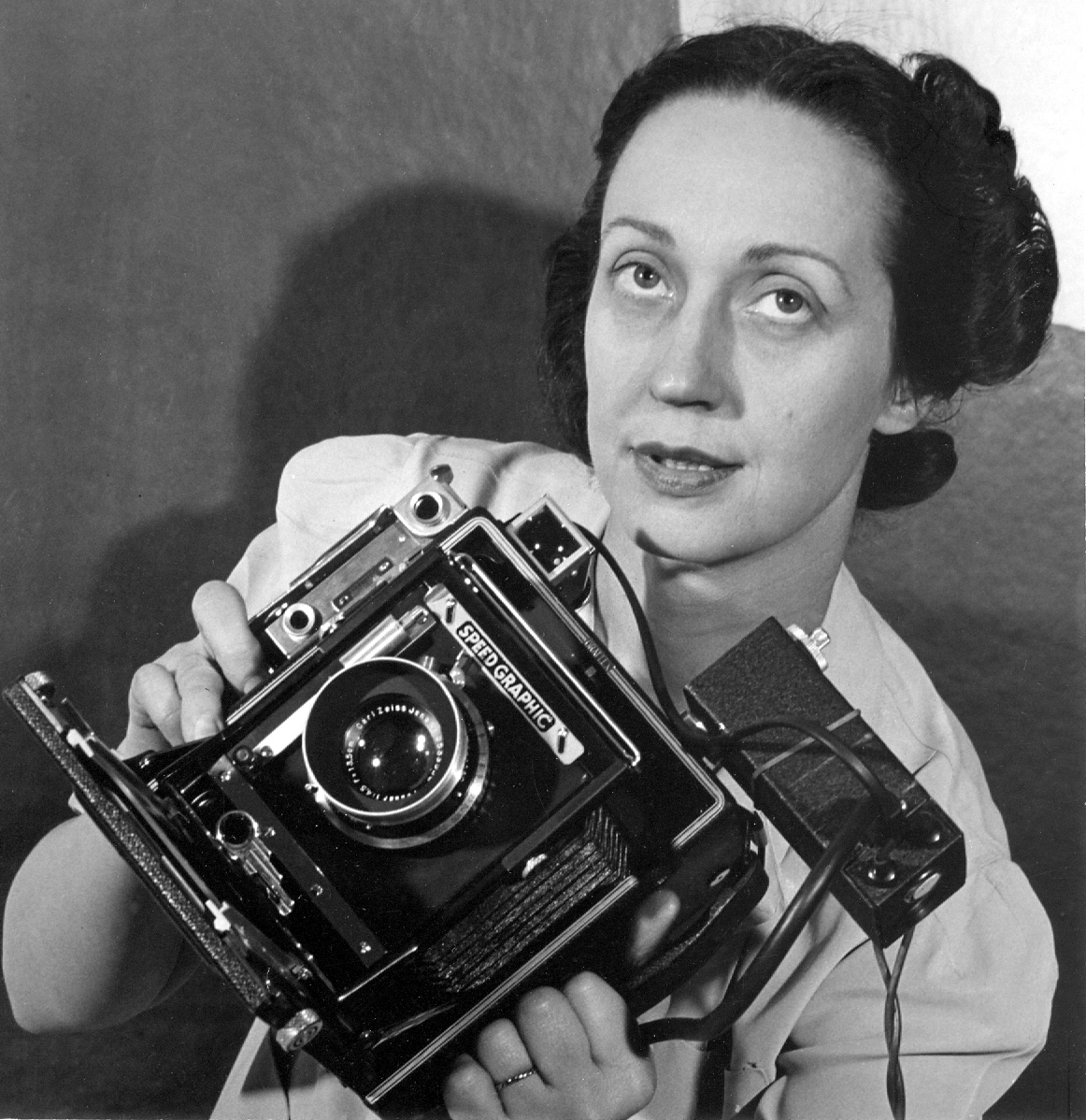
Barbara Morgan

Barbara Morgan (* 8. Juli 1900 in Buffalo; † 17. August 1992 in North Tarrytown; Geburtsname Barbara Brooks Johnson) war eine amerikanische Künstlerin, Fotografin und Mitbegründerin des Fotografiemagazins Aperture, am besten für ihre Tanzfotografie von modernem Tanz bekannt. Sie hat andere Künstler beeinflusst, wie Annie Leibovitz, die ebenfalls Tanzfotografie macht. Durch ihre eigenen Fotografien und Kunstwerke dokumentierte sie Tänze, Tänzerinnen und Tänzer sowie andere geschichtliche Aspekte des Tanzes.

## Biografie

### Leben und Bildung
Barbara Brooks Johnson wurde am 8. Juli 1900 in Buffalo, Kansas geboren. Im selben Jahr zog ihre Familie an die Westküste, wo sie dann in Südkalifornien aufwuchs.
Von 1919 bis 1923 fand ihre Kunstausbildung an der UCLA statt, und beruhte sich auf den Prinzipien der Kunstsynthese von Arthur Wesley Dow. Parallel zum figurativen Zeichnen und Malen wurde zusätzlich abstraktes Design gelehrt. In der Kunstgeschichte setzte die Künstlerin einen besonderen Schwerpunkt auf die primitiven, asiatischen und europäischen Kunsttraditionen. Während ihres Studiums hat Johnson über „rhythmische Vitalität“ oder die Essenz der Lebenskraft in den Chinesischen Sechs Kanons der Malerei gelesen. Diese wurden als Ausdrucksziel des Künstlers beschrieben. Dieses Konzept stand ebenfalls in direkter Verbindung mit der Lehre ihres Vaters, dass alle Dinge aus „tanzenden Atomen“ bestehen, weswegen dies während ihr gesamten Künstlerlebens eine bedeutende Philosophie blieb.
1925 wurde Barbara Teil des Lehrkörpers an der UCLA und wurde zu einer Vertreterin der modernen Kunst. Viele ihrer Kollegen folgten im Gegenteil einem traditionelleren Ansatz. Ihre Zeichnungen, Drucke und Aquarelle wurden in ganz Kalifornien ausgestellt und ihre Kunst ließ sich 1929 vom Los Angeles Times Kritiker namens Arthur Miller als das schönste der ganzen Ausstellungen betiteln, sowie zufällig und abstrakt: „… Morgan serviert sie mit einer ästhetischen Sauce, die nicht in einer gewöhnlichen Küche hergestellt wird.“ Sie sei so abstrakt geworden, dass man sähe, wie sie Andeutungen von Kandinsky aufnähme. Weitere Kritik leistete Prudence Wollet im selben Jahr, dass sich Barbara Morgan bisher die meisten Freiheit herausgenommen habe, was Unabhängigkeit angeht.
Ebenfalls im Jahr 1925 heiratete Barbara Johnson den Schriftsteller und Illustrator Willard D. Morgan. Willard hatte die völlige Unterstützung seiner Frau Barbara bei der Fotografie von moderner Architektur von Frank Lloyd Wright und Richard Neutra sowie einer kompletten Dokumentation des Baus des Lovell House. Willard erkannte und bezeichnete die Fotografie als die wahre moderne Kunst des 20. Jahrhunderts. Barbara war jedoch einer anderen Meinung und war weiterhin als Malerin tätig, Fotografien dienten für sie nur als Aufzeichnung bestimmter Sachen. 1927 kuratierte Barbara mithilfe ihrer Kollegin Annita Delano eine Ausstellung in der UCLA Galerie mit Werken von Edward Weston. Die kalifornisch – mexikanischen Motive seiner Drucke fielen Barbara positiv auf, sie fand diese jedoch zu statisch, um sie in der eigenen Kunst aufzunehmen.
1932 wurde ihr erster Sohn geboren, Douglas O. Morgan, der später die Fotografin Liliane de Cock heiratete, und im Jahr 1935 brachte sie ihren zweiten Sohn zur Welt, namens Lloyd B. Morgan.

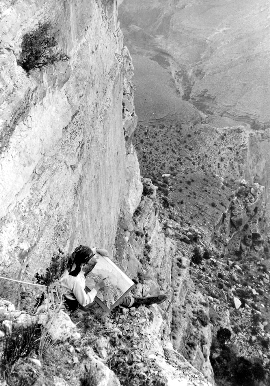
Barbara Morgan am Malen im Canyon fotografiert von Willard

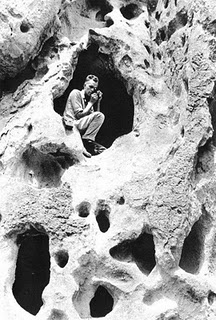
Willard mit Leica in Bandelier, fotografiert von Barbara (1928)

### Arbeit in den Südwesten der USA
Nachdem die Vorlesungszeit zu Ende war, packten Barbara und Willard ihre Mal- und Fotoausrüstung in ihr Auto ein und fuhren zusammen in die Wüste. Dort malte Barbara viel für die Winterausstellungen und half auch ihrem Mann nebenbei beim Fotografieren für seine Artikel. Sie fotografierten sich gegenseitig in Felsenruinen, auf der Rainbow Bridge, in den Hopi-Mesas und in den Canyons. Dafür wurden zwei A-Model Leicas benutzt. Die dabei entstandenen Bilder waren eins der ersten 35-mm-Bildern, die in amerikanischen Zeitschriften veröffentlicht wurden und die Artikel von Willard illustrierten.
Die Erfahrungen im Südwesten inspirierten Morgan sehr. Die Stratifizierung des Grand Canyon und des Monument Valley grenzte sie auf die geologische Zeit ein und der Mesa Verde Cliff Dwellings auf die Zeit der Urmenschen. Die Stämme der Navajo- und Pueblo-Kultur zeigten durch rituelle Tänze ihre „Partnerschaft im kosmischen Prozess“ und verbanden sie mit einem universellen Urzustand.

### Arbeit in New York City
Die Leica-illustrierten Artikel von Willard ermöglichten ihm einen Job bei E.Leitz, Inc., um für die neue 35mm Kamera zu werben und im Sommer 1930 zog das Paar zusammen nach New York City. Nachdem Barbara ein Jahr lang Willard auf seine Reisen durch den Osten begleitet hatte, errichtete sie 1931 ein Atelier für Druckgrafik in der 23rd Street gegenüber der Washington Square Park in New York City. Ihre Holzschnitte und Lithografien mit Stadtthemen wurden von Carl Zigrosser der Weyhe Gallery (NYC) ausgestellt. Der neue Inspirationszufluss der Stadt, der Menschenmengen, der Verkehr und der Gebäude standen zunächst im Gegensatz zu den Erinnerungen von dem Südwesten. Diese führten zu neuen symbolischen Motiven in ihrer immer mehr abstrakt werdenden Kunstwerke. Daraufhin stellte sie diese in einer Einzelausstellung in der Mellon Gallery in Philadelphia aus. Während ihres Studiums an der UCLA erhielt sie ein Stipendium von Dr. Albert Barnes und sie besuchte auf einer Reise durch den Osten seine Kunstsammlung in Merion, Pennsylvania, mit der Erlaubnis die gesamte Sammlung zu fotografieren. Dabei merkte Morgan zunächst, dass sie die ausgestellten rituellen Skulpturen mithilfe der Beleuchtung, verschiedenen Wirkungen aufnahmen. Sie konnten entweder bedrohlich oder gutartig in den Fotografien dargestellt werden. Diese Erfahrung der Lichtmanipulation wurde der Auftakt ihrer „psychologischen Beleuchtung“ von Tanz für Kamerakompositionen.

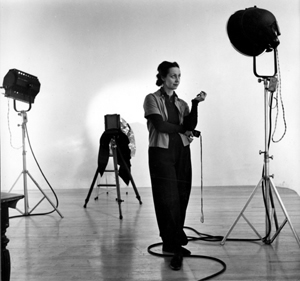
Barbara Morgan im Studio

Seit der Gründung des American Artist Congress im Jahr 1936 und während der Präsidentschaft von Stuart Davis (1937–1939) engagierte sich Barbara Morgan und war Mitglied des Ausstellungskomitees des Kongresses.

## Fotografie

### Eigenschaften
Ein Schlüsselmerkmal von Morgans Arbeit war ihre Fähigkeit, den Körper in seinen vielfältigen Formen und Bewegungen einzufangen. Ihre Fotografien erforschten die menschliche Figur in unterschiedlichen Winkeln, Lichtverhältnissen und Bewegungsphasen, was zu dynamische Bildern führte, die oft abstrakt und ausdrucksstark waren. Auch wenn sie vor allem für ihre Fotografien von Tänzern bekannt war, hat sie auch ihre Umgebung, insbesondere Teile von New York City, in ihren Fotos festgehalten. Ihre Fotografien entstanden nicht spontan, sondern waren intelligent geplant, um ihre eigene Interpretation ihrer Subjekte wie gewünscht darzustellen, wofür der Kontrast von Hell und Dunkel entscheidend zu sein schien. Dynamische und kraftvolle Bewegungen standen dabei im Fokus der Wahrnehmung. Während ihrer gesamten Laufbahn hat sie immer wieder experimentiert und ihre künstlerischen Ausdrucksmöglichkeiten erforscht, was sich in ihren Fotomontagen und bewegten Lichtdesigns zeigte. Morgans Leben und ihre Kunst waren von einem tiefen Gefühl der Energie und Zielstrebigkeit durchdrungen. Die Fotografin besaß eine angeborene Fähigkeit zu engen Verbindungen und dauerhaften Freundschaften mit einigen der kreativsten Köpfe ihrer Zeit. Diese hatten daraufhin auch Einfluss auf ihre Werke. Sie nutzte verschiedene Ideen und mischte unterschiedliche künstlerische Strömungen in ihre Kunst, indem sie bestehende künstlerische Konventionen verbog, um ihre eigenen fotografischen Methoden zu schaffen. Ihre Fotografien dienten sowohl der Dokumentation als auch der Interpretation. Sie fotografierte begabte Tänzerinnen und Tänzer, aber so, dass der Betrachter sich noch frei fühlen konnte sie zu interpretieren.

### Fotografie als Gleichgewicht im Leben
Nach der Geburt ihrer zwei Söhne in den Jahren 1932 und 1935 suchte Barbara nach einer Möglichkeit die Rolle als Mutter und ihre Karriere als Künstlerin ins Gleichgewicht zu bringen. Ihr Mann schlug ihr daraufhin vor, sich ernsthafter mit der Fotografie zu befassen und ihre gesamte Kreativität in diese Richtung zu lenken, da sich dies leichter mit ihrem Privatleben und ihrer Rolle als Mutter und Ehefrau vereinbaren ließe. Die Malerei aufzugeben und stattdessen die Fotografie aufzunehmen schien ihr zunächst zu extrem, jedoch traf sie auf zwei Faktoren, die sie retteten: eine Idee für ein zukünftiges Buch und die Tatsache, dass die Fotografie im Vergleich zur Malerei keine ununterbrochenen Tageslichtstunden erfordert und man auch nachts in der Dunkelkammer arbeiten kann. Obwohl Barbara vielfach Bildern belichtet hatte, nannte sie sich selbst keine Fotografin, da sie noch keinen Zyklus der Entwicklung und des Drucks ihrer eigenen Arbeiten abgeschlossen hatte. Sie richtete daher einen neuen Studio mit einer Dunkelkammer und Blick auf den Madison Square ein und fing 1931 an mit den technischen Aspekten der Fotografie zu experimentieren und näher zu forschen. Sie lernte das Verarbeiten von ihrem Mann Willard und er half sie ihr fehlendes Wissen aufzubauen und ihre Technik zu verbessern. Sie lernte mit der 4x5 Speed Graphic Kamera und der Leica mit allen Objektiven zu fotografieren. Eine Zusammenarbeit mit Harold Harvey fand ebenfalls statt, als er im Prozess des Perfektionieren seines Alltemperature – Replenishing Fine Grain Developer 777 war. In dieser Zeit begann Barbara Morgan ebenfalls, sich mit der Fotomontage zu beschäftigen.
Morgan war ein frühes Mitglied der Photo League in New York. Ihre Fotografien wurden im Jahr 1949 in deren Ausstellung „This Is the Photo League“ aufgenommen. Der Nachlass von Barbara Morgan wurde von der Bruce Silverstein Gallery in New York vertreten.
Später nahm sie auch die Arbeit mit Zeichnungen, Aquarellen und Malerei wieder auf, die sie bis in die 1970er Jahre fortsetzte.

### Tanzfotografie
Im Jahr 1935 besuchte die Fotografin eine Aufführung der jungen Martha Graham Dance Company und war direkt von der historischen sowie sozialen Bedeutung der aufkommenden amerikanischen Modern Dance Bewegung beeindruckt:
„Die Fotografen und Maler, die sich mit der Depression beschäftigten, trugen, wie mir schien, oft nur zum Defätismus bei, ohne Mut oder Hoffnung zu geben. Doch der aufrüttelnde Protest, den Martha Graham, Humphrey-Weidman, Tamiris und andere tanzten, war ermutigend. Obwohl sie oft fast verhungerten, gaben sie nie auf, sondern schmiedeten lebensbejahende tänzerische Aussagen über die amerikanische Gesellschaft, die unter Stress und Anspannung stand. In dieser Rolle erinnerte mich ihr Tanz an die zeremoniellen Tänze der Indianer, die den Stamm in Dürre und Schwierigkeiten stärken.“
Morgans Buchprojekt Martha Graham: Sixteen Dances in Photographs wurde im 1941 konzipiert, das Jahr, in dem sie Graham kennenlernte. Von 1935 bis 1945 fotografierte sie über 40 etablierte Tänzer und Choreographen. Sie beschrieb ihren Prozess und sagte, dass Bühnenaufführungen unzureichend seien, um einen Tanz mit der Kamera aufzunehmen, da man in einer solchen Situation nur zufällig Fotografien aufnehmen kann. Für ihre Interpretation sei es notwendig, das was sie als Kern des Tanzes empfindet, neu auszurichten, beleuchten und fotografisch zu synthetisieren. Viele Tänzer und Tänzerinnen die von Barbara Morgan fotografiert wurden, gelten heute als Pioniere des modernen Tanzes und ihre Fotografien sind die maßgeblichen Bilder ihrer Kunst. Dazu gehören Valerie Bettis, Merce Cunningham, Jane Dudley, Erick Hawkins, Hanya Holm, Doris Humphrey, José Limón, Sophie Maslow, May O’Donnell, Pearl Primus, Anna Sokolow, Helen Tamiris, und Charles Weidman. Zwischen Graham und Morgan entwickelte sich eine gegenseitig vertrauensvolle und respektvolle Beziehung, die rund 60 Jahre andauern sollte. Im Jahr 1980 äußerte sich Graham dazu:

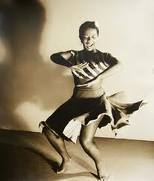
Pearl Primus, Rock Daniel (1944)

„Es ist selten, dass auch nur ein inspirierter Fotograf das dämonische Auge besitzt, das den Augenblick des Tanzes einfangen und in eine zeitlose Geste verwandeln kann. In Barbara Morgan habe ich diese Person gefunden. Wenn ich mir diese Fotos heute ansehe, fühle ich mich, wie damals, als ich sie zum ersten Mal sah, privilegiert, Teil dieser Zusammenarbeit gewesen zu sein. Denn für mich offenbart Barbara Morgan durch ihre Kunst die innere Landschaft, die die Welt eines Tänzers ist.“
1945 veranstaltete Morgan die Ausstellung „La Danza Moderna Norte-America: Fotografias por Barbara Morgan“ mit Unterstützung der National Gallery und des State Department. Die Ausstellung beinhaltete 44 auf Tafeln montierte Vergrößerungen, die zunächst im Museum of Modern Art in New York City und anschließend auf einer Südamerika-Tournee präsentiert wurden.

### Photomontage und Lichtzeichnungen
Morgan strebte ständig danach, mehr mit der Fotografie zu machen und „begann den durchdringenden, schwingenden Charakter der Lichtenergie als Partner der physischen und spirituellen Energie des Tanzes, und als primären Beweger des fotografischen Prozesses zu empfinden“. In ihrem abgedunkelten Atelier erzeugte sie mit offener Kamera gestische Lichtzeichnungen.
Die Fotomontage wurde in den 1930er und 40er Jahren in Europa und Lateinamerika mit Begeisterung praktiziert, in der amerikanischen Fotografie blieb sie zu der zeit jedoch fremd und wurde nicht sehr angesehen. Morgans Interesse an der Fotomontage wurde von ihren Kenntnisse über die europäische Avantgarde und ihre Freundschaft mit Lucia und László Moholy-Nagy gefördert. Sie war unter anderem am meisten beeindruckt von der Art und Weise, wie man mithilfe der Montage die Vielfältigkeit des modernen amerikanischen Lebens darstellen konnte. Morgan beschäftigte sich mit sozialen und natürlichen Themen sowie konstruierten Umgebungen.
Morgan hatte ihre eigene Definition für die Fotomontage, es sei „eine zusammenhängende visuelle Kombination, bei der ein Teil oder die gesamte Komposition fotografisch ist [...] Die Fotomontage kann eine Kombination aus Foto, Schrift und Handzeichnung oder Malerei sein, bei der alle Formen durch und durch miteinander verbunden sind, auch wenn einige in verschiedenen Medien bestehen“. Somit ist eine Fotomontage in Morgans Werk jedes Bild, das durch die Einfügung eines oder mehrerer Bilder, in oder auf die ursprüngliche Fotografie verändert wurde, die Originalfotografie.
Das Aufgreifen der Fotomontage als Ausdrucksmittel steht in Zusammenhang mit Morgans Reaktion auf das Leben in New York City. Ein Großteil ihrer Fotomontagen befasst sich mit der Menschheit in ihrer Beziehung zur Architektur oder der Natur im Zusammenspiel mit den vom Menschen geschaffenen Aspekten des Lebens.

## Sonstige Arbeit

### Summer’s children und Buchgestaltung
Im Laufe der Jahre war eine ihrer großen Interessen die Förderung von Kindern, diese inspirierte sie zu zahlreichen Arbeiten in Kinderlagern, Schulen und Colleges sowie eigenen Projekten, die zur Entwicklung des Buches „Summers children“ führte, was 1951 veröffentlicht wurde. „Ihre einfühlsamen Fotografien, die sie kunstvoll mit Worten kombiniert, fangen die Welt der Jugend mit Herzlichkeit und Zärtlichkeit, Humor und Sympathie ein. Summer's Children ist eine bewegende Interpretation der magischen Welt der Jugend“ lobte Beaumont Newhall.
Morgan gestaltete und bearbeitete auch das Buch „The Worls of Albert Schweitzer“ von Erica Anderson (Harper & Brothers, 1955) und schoss die Fotos für Prestinis „Art in Wood“, das 1950 bei Pocahontas Press erschien.

### Black Mountain College
Auf Anfrage von Josef Albers im Jahr 1943 schickte ihm Barbara Morgan 24 Fotografien für eine Ausstellung am Black Mountain College. Diese begleiteten Albers Vortrag über Fotografie. Im darauffolgenden Jahr gehörte Morgan eine Woche lang zum Lehrkörper des Art Summer Institute, welches im 1944 mit Walter Gropius und Josef und Anni Albers gegründet wurde. Während dieser Veranstaltung hielt Morgan einen Vortrag über die Rolle des Lichtes in der Fotografie. Der Unterricht fand nicht in einer Dunkelkammer statt, sondern im Freien, da die Fotografin einen Schwerpunkt auf Ästhetik legte statt auf die Technik.

### Aperture
1952 gründete Morgan zusammen mit Ansel Adams, Dorothea Lange, Minor White und Nancy und Beaumont Newhall das Aperture Magazine. Ihre Arbeiten wurden von Edward Steichen in die Welttournee „The Family of Man“ des MoMA aufgenommen, die sie in einer der Ausstellung gewidmeten Ausgabe von Aperture rezensierte. Morgan war nicht nur Mitbegründerin des Fotografie-Magazins Aperture, sondern illustrierte auch oft Artikel oder Interviews mithilfe ihrer Fotografien. Sie war auch selbst Autorin und schrieb gelegentlich über signifikante Faktoren, welche die Fotografie beeinflussen, sowie die Aufnahme dessen beim Publikum.

## Publizierte Werke
- Martha Graham: Sixteen Dances in Photographs (First Edition 1941, Duell, Sloan and Pearce)
- Summer's Children (First Edition 1951, Morgan and Morgan)
- Barbara Morgan- A Morgan & Morgan Monograph (1972)
- Barbara Morgan: Photomontage (1980, Morgan and Morgan)

## Auszeichnungen
- Lifetime Achievement Award of American Society of Magazine Photographers
- Women's Caucus for Art Lifetime Achievement Award (1986)
- Honorary Doctorate of Fine Arts degree From Marquette University, Milwaukee, Wisconsin in 1978